# Кікбоксер (фільм, 1989)
Кікбоксер (англ. Kickboxer) — американський бойовик 1989 року.

## Сюжет
Брати Курт і Ерік Слоан відправляються в Таїланд, на батьківщину кікбоксингу, щоб довести місцевим бійцям перевагу американської школи над тайською. Ерік, чемпіон Америки з кікбоксингу, зустрічається в бою з Тонг По, чемпіоном Таїланду. Тонг По виявляється справжнім звіром. Він навмисно калічить уже знесиленого Еріка Слоана, прирікаючи його на інвалідність. Курт надходить у навчання до майстра тайської боротьби Зену, щоб перемогти Тонг По і помститися за паралізованого брата.

## У ролях
- Жан-Клод Ван Дамм — Курт Слоан
- Денніс Алексіо — Ерік Слоан
- Денніс Чан — Сіань Чоу
- Мішель Кіссі — Тонг По
- Хескелл В. Андерсон III — Вінстон Тейлор
- Рошель Ашана — Майлі
- Ка Тінг Лі — Фредді Лі
- Річард Фу — Лю Тао